# Coppa Davis 2024
La Coppa Davis 2024 è stata la 112ª edizione del torneo mondiale tra squadre nazionali di tennis maschile.
L'Italia, detentrice del titolo, si è riconfermata campione, battendo in finale i Paesi Bassi con il punteggio di 2-0, e conquistando il terzo titolo nella storia dopo le edizioni del 1976 e del 2023.

## Fase finale

### Fase a eliminazione diretta
Data: 19-24 novembre 2024 

Luogo: Palacio de Deportes José María Martín Carpena, Malaga, Spagna 

Superficie: Cemento

#### Tabellone
|  | Quarti di finale | Quarti di finale | Quarti di finale |             |          | Semifinali | Semifinali | Semifinali |  |  | Finale | Finale | Finale |  |
|  |                  |                  |                  |             |          |            |            |            |  |  |        |        |        |  |
|  | 1A               | Italia           | 2                |             |          |            |            |            |  |  |        |        |        |  |
|  | 1A               | Italia           | 2                |             |          |            |            |            |  |  |        |        |        |  |
|  | 2D               | Argentina        | 1                |             |          |            |            |            |  |  |        |        |        |  |
|  | 2D               | Argentina        | 1                |             | Italia   | Italia     | 2          |            |  |  |        |        |        |  |
|  |                  |                  |                  |             | Italia   | Italia     | 2          |            |  |  |        |        |        |  |
|  |                  |                  | Australia        | Australia   | 0        |            |            |            |  |  |        |        |        |  |
|  | 1C               | Stati Uniti      | Australia        | Australia   | 0        | 1          |            |            |  |  |        |        |        |  |
|  | 1C               | Stati Uniti      |                  |             |          |            |            |            |  |  |        |        |        |  |
|  | 2B               | Australia        | 2                |             |          |            |            |            |  |  |        |        |        |  |
|  | 2B               | Australia        | 2                |             | Italia   | Italia     | 2          |            |  |  |        |        |        |  |
|  |                  |                  |                  |             |          |            |            |            |  |  |        |        |        |  |
|  |                  |                  | Paesi Bassi      | Paesi Bassi | 0        |            |            |            |  |  |        |        |        |  |
|  | 2C               | Germania         | Paesi Bassi      | Paesi Bassi | 0        | 2          |            |            |  |  |        |        |        |  |
|  | 2C               | Germania         |                  |             |          |            |            |            |  |  |        |        |        |  |
|  | 1D               | Canada           | 0                |             |          |            |            |            |  |  |        |        |        |  |
|  | 1D               | Canada           | 0                |             | Germania | Germania   | 0          |            |  |  |        |        |        |  |
|  |                  |                  |                  |             | Germania | Germania   | 0          |            |  |  |        |        |        |  |
|  |                  |                  | Paesi Bassi      | Paesi Bassi | 2        |            |            |            |  |  |        |        |        |  |
|  | 2A               | Paesi Bassi      | Paesi Bassi      | Paesi Bassi | 2        | 2          |            |            |  |  |        |        |        |  |
|  | 2A               | Paesi Bassi      |                  |             |          |            |            |            |  |  |        |        |        |  |
|  | 1B               | Spagna           | 1                |             |          |            |            |            |  |  |        |        |        |  |

### Fase a gruppi
Data: 10-15 settembre 2024 

Luoghi:
- Unipol Arena, Bologna, Italia
- Pavelló Municipal Font de San Lluís, Valencia, Spagna
- Hengqin International Tennis Center, Zhuhai, Cina
- Manchester Arena, Manchester, Regno Unito

Superficie: Cemento
Alla fase a gruppi hanno partecipato sedici nazioni: l'Italia vincitrice della passata edizione, l'Australia finalista dell'edizione precedente, due wild-card assegnate a Gran Bretagna e Spagna e le dodici vincitrici del turno di qualificazione.
La fase a gironi della fase finale ha visto le 16 squadre divise in 4 gruppi i cui incontri si sono tenuti tra il 10 e il 15 settembre. Le prime due classificate di ciascun gruppo si sono qualificate per la fase a eliminazione diretta, che ha avuto luogo al Palacio de Deportes José María Martín Carpena di Malaga, in Spagna.

#### Squadre partecipanti
| Partecipanti                                                                                        | Partecipanti       | Partecipanti   | Partecipanti |
| Argentina                                                                                           | Australia (F)      | Belgio         | Brasile      |
| Canada                                                                                              | Cile               | Finlandia      | Francia      |
| Germania                                                                                            | Gran Bretagna (WC) | Italia (TH)    | Paesi Bassi  |
| Rep. Ceca                                                                                           | Slovacchia         | Spagna (WC, H) | Stati Uniti  |
| --------------------------------------------------------------------------------------------------- | ------------------ | -------------- | ------------ |
| H = Paesi ospitanti, TH = Detentrice del titolo, F = Finalista dell'ultima edizione, WC = Wild-card |                    |                |              |

#### Risultati
|  | Qualificate per la fase a eliminazione diretta |
|  | Eliminate                                      |

| G | Prima posizione | Prima posizione | Prima posizione | Prima posizione | Seconda posizione | Seconda posizione | Seconda posizione | Seconda posizione | Terza posizione | Terza posizione | Terza posizione | Terza posizione | Quarta posizione | Quarta posizione | Quarta posizione | Quarta posizione |
| G | Nazione         | V-P             | Match           | Set             | Nazione           | V-P               | Match             | Set               | Nazione         | V-P             | Match           | Set             | Nazione          | V-P              | Match            | Set              |
| - | --------------- | --------------- | --------------- | --------------- | ----------------- | ----------------- | ----------------- | ----------------- | --------------- | --------------- | --------------- | --------------- | ---------------- | ---------------- | ---------------- | ---------------- |
| A | Italia          | 3–0             | 6–3             | 14–10           | Paesi Bassi       | 1–2               | 4–5               | 12–10             | Brasile         | 1–2             | 4–5             | 10–13           | Belgio           | 1–2              | 4–5              | 11–14            |
| B | Spagna          | 3–0             | 7–2             | 15–9            | Australia         | 2–1               | 6–3               | 14–8              | Francia         | 1–2             | 4–5             | 11–12           | Rep. Ceca        | 0–3              | 1–8              | 6–17             |
| C | Stati Uniti     | 3–0             | 8–1             | 16–7            | Germania          | 2–1               | 7–2               | 15–5              | Cile            | 1–2             | 2–7             | 8–16            | Slovacchia       | 0–3              | 1–8              | 6–17             |
| D | Canada          | 3–0             | 7–2             | 15–4            | Argentina         | 2–1               | 6–3               | 12–9              | Gran Bretagna   | 1–2             | 4–5             | 8–10            | Finlandia        | 0–3              | 1–8              | 4–16             |

## Qualificazioni per la fase finale
Le squadre ammesse alle qualificazioni per la fase finale sono 24:
- 12 delle 16 squadre presenti alla fase finale della Coppa Davis 2023 (escluse le finaliste e le Wild Card)
- Le 12 squadre vincitrici nel Gruppo Mondiale I del 2023

Le dodici nazioni vincitrici si sono qualificate per la fase finale, mentre le dodici nazioni perdenti hanno partecipato invece al Gruppo Mondiale I. Gli incontri si sono disputati tra il 2 e il 4 febbraio 2024. Il sorteggio si è svolto il 26 novembre 2023 a Malaga, in Spagna.

### Squadre partecipanti
Tra parentesi la posizione occupata nella classifica a squadre di Coppa Davis il 27 novembre 2023.
Teste di serie
- Canada (2ª)
- Serbia (5ª)
- Croazia (6ª)
- Germania (8ª)
- Paesi Bassi (9ª)
- Rep. Ceca (10ª)
- Stati Uniti (11ª)
- Finlandia (12ª)
- Francia (13ª)
- Kazakistan (14ª)
- Svezia (15ª)
- Cile (16ª)

Non teste di serie
- Belgio (17ª)
- Corea del Sud (18ª)
- Argentina (19ª)
- Svizzera (21ª)
- Ungheria (22ª)
- Slovacchia (23ª)
- Brasile (25ª)
- Portogallo (26ª)
- Israele (31ª)
- Taipei cinese (32ª)
- Perù (34ª)
- Ucraina (35ª)

In neretto le squadre classificate, tra parentesi il n° di testa di serie.
| Squadra di casa | Punteggio | Squadra ospite  | Luogo             | Stadio                                    | Superficie      |
| --------------- | --------- | --------------- | ----------------- | ----------------------------------------- | --------------- |
| Canada [1]      | 3–1       | Corea del Sud   | Montréal          | Stade IGA                                 | Cemento (i)     |
| Serbia [2]      | 0–4       | Slovacchia      | Kraljevo          | Sport Hall Ibar Kraljevo                  | Terra rossa (i) |
| Croazia [3]     | 1–3       | Belgio          | Varaždin          | Arena Varaždin                            | Cemento (i)     |
| Ungheria        | 2–3       | Germania [4]    | Tatabánya         | Tatabányai Multifunkcionális Sportcsarnok | Cemento (i)     |
| Paesi Bassi [5] | 3–2       | Svizzera        | Groninga          | MartiniPlaza                              | Cemento (i)     |
| Rep. Ceca [6]   | 4–0       | Israele         | Třinec            | Vitality Slezsko                          | Cemento (i)     |
| Ucraina         | 0–4       | Stati Uniti [7] | Vilnius, Lituania | SEB Arena                                 | Cemento (i)     |
| Finlandia [8]   | 3–1       | Portogallo      | Turku             | Gatorade Center                           | Cemento (i)     |
| Taipei cinese   | 0–4       | Francia [9]     | Taipei            | Taipei Tennis Center                      | Cemento (i)     |
| Argentina       | 3–2       | Kazakistan [10] | Rosario           | Jockey Club de Rosario                    | Terra rossa     |
| Svezia [11]     | 1–3       | Brasile         | Helsingborg       | Helsingborg Arena                         | Cemento (i)     |
| Cile [12]       | 3–2       | Perù            | Santiago del Cile | Stadio Nazionale del Cile                 | Cemento         |

## Gruppo Mondiale I

### Turno principale
Data: 13-15 settembre 2024
In questo turno hanno partecipato le dodici nazioni perdenti nelle qualificazioni alla fase finale e le dodici nazioni vincitrici dei play-off. Gli incontri si sono disputati a settembre 2024. Le dodici vincenti parteciperanno alle qualificazioni per la fase finale 2025 mentre le perdenti parteciperanno ai play-off del Gruppo Mondiale I.
Hanno partecipato ventiquattro squadre:
- 12 squadre perdenti dal turno di qualificazione di febbraio 2024
- 12 squadre vincitrici dei play-off del Gruppo Mondiale I di febbraio 2024.

#### Squadre partecipanti
Tra parentesi la posizione occupata nella classifica a squadre di Coppa Davis il 5 febbraio 2024.
Teste di serie
- Serbia (5ª)
- Croazia (7ª)
- Svezia (18ª)
- Kazakistan (19ª)
- Corea del Sud (21ª)
- Svizzera (22ª)
- Ungheria (23ª)
- Portogallo (24ª)
- Austria (25ª)
- Bosnia ed Erzegovina (26ª)
- Israele (27ª)
- Colombia (28ª)

Non teste di serie
- Taipei cinese (29ª)
- Giappone (30ª)
- Norvegia (31ª)
- Turchia (32ª)
- Danimarca (33ª)
- Perù (34ª)
- Ucraina (35ª)
- India (36ª)
- Grecia (38ª)
- Lituania (40ª)
- Polonia (41ª)
- Egitto (43ª)

| Squadra di casa | Punteggio | Squadra ospite            | Luogo           | Stadio                         | Superficie  |
| --------------- | --------- | ------------------------- | --------------- | ------------------------------ | ----------- |
| Serbia [1]      | 3-1       | Grecia                    | Belgrado        | Hala Aleksandar Nikolić        | Cemento (i) |
| Croazia [2]     | 4-0       | Lituania                  | Varaždin        | Arena Varaždin                 | Cemento (i) |
| Svezia [3]      | 4-0       | India                     | Stoccolma       | Kungliga tennishallen          | Cemento (i) |
| Kazakistan [4]  | 1-3       | Danimarca                 | Astana          | Daulet National Tennis Centre  | Cemento (i) |
| Polonia         | 1-3       | Corea del Sud [5]         | Zielona Góra    | CRS Hall                       | Cemento (i) |
| Svizzera [6]    | 4-0       | Perù                      | Bienne          | Swiss Tennis Arena             | Cemento (i) |
| Egitto          | 2-3       | Ungheria [7]              | Il Cairo        | Gezira Sporting Club           | Terra rossa |
| Norvegia        | 3-1       | Portogallo [8]            | Bekkestua       | Nadderud Arena                 | Cemento (i) |
| Austria [9]     | 3-0       | Turchia                   | Bad Waltersdorf | Sportaktivpark Bad Waltersdorf | Terra rossa |
| Taipei cinese   | 3-2       | Bosnia ed Erzegovina [10] | Taipei          | Taipei Tennis Center           | Cemento (i) |
| Israele [11]    | 3-1       | Ucraina                   | Larnaca, Cipro  | Herodotou Tennis Academy       | Cemento     |
| Giappone        | 3-1       | Colombia [12]             | Tokyo           | Ariake Coliseum                | Cemento     |

In neretto le squadre classificate, tra parentesi il n° di testa di serie.

### Play-off
Data: 2-4 febbraio 2024
In questo turno hanno partecipato ventiquattro nazioni. Le dodici vincenti si sono qualificate per il turno principale, le perdenti invece sono retrocesse nel Gruppo Mondiale II.
Hanno partecipato ventiquattro nazioni:
- 12 squadre perdenti del turno principale del Gruppo Mondiale I 2023
- 12 squadre vincitrici del turno principale del Gruppo Mondiale II 2023

Squadre che hanno disputato le qualificazioni
Tra parentesi la posizione occupata nella classifica a squadre di Coppa Davis il 18 settembre 2023.
Teste di serie
- Colombia (20ª)
- Giappone (24ª)
- Austria (27ª)
- Ecuador (28ª)
- Norvegia (29ª)
- Romania (30ª)
- Bosnia ed Erzegovina (33ª)
- Uzbekistan (36ª)
- Turchia (37ª)
- Danimarca (38ª)
- India (39ª)
- Lituania (40ª)

Non teste di serie
- Nuova Zelanda (41ª)
- Messico (42ª)
- Bulgaria (43ª)
- Grecia (44ª)
- Pakistan (45ª)
- Lettonia (47ª)
- Libano (48ª)
- Irlanda (50ª)
- Polonia (51ª)
- Egitto (55ª)
- Lussemburgo (64ª)
- Georgia (68ª)

| Squadra di casa | Punteggio | Squadra ospite           | Luogo            | Stadio                      | Superficie  |
| --------------- | --------- | ------------------------ | ---------------- | --------------------------- | ----------- |
| Colombia [1]    | 3-2       | Lussemburgo              | Bogotà           | Club Bellavista Colsubsidio | Terra rossa |
| Libano          | 1-3       | Giappone [2]             | Il Cairo, Egitto | Smash Sporting Club         | Terra rossa |
| Irlanda         | 0-4       | Austria [3]              | Limerick         | UL Sport Arena              | Cemento (i) |
| Egitto [4]      | 3-1       | Ecuador                  | Il Cairo, Egitto | El Gezira Sporting Club     | Terra Rossa |
| Norvegia [5]    | 4-0       | Lettonia                 | Gjøvik           | Gjøvik Olympic Cavern Hall  | Cemento (i) |
| Grecia          | 4-0       | Romania [6]              | Atene            | Ano Liosia Olympic Hall     | Cemento (i) |
| Bulgaria        | 1-3       | Bosnia ed Erzegovina [7] | Burgas           | Tennis Center Avenue        | Cemento (i) |
| Uzbekistan [8]  | 0-4       | Polonia                  | Tashkent         | Humo Arena                  | Cemento (i) |
| Nuova Zelanda   | 1-3       | Turchia [9]              | Auckland         | ASB Tennis Arena            | Cemento     |
| Messico         | 1-3       | Danimarca [10]           | Guadalajara      | Hacienda San Javier         | Terra rossa |
| Pakistan        | 0-4       | India [11]               | Islamabad        | Pakistan Sports Complex     | Erba        |
| Lituania [12]   | 3-2       | Georgia                  | Vilnius          | SEB Arena                   | Cemento (i) |

In neretto le squadre classificate, tra parentesi il n° di testa di serie.

## Gruppo Mondiale II

### Turno principale
Data: 13-15 settembre 2024
In questo turno hanno partecipato le dodici nazioni perdenti dei play-off del Gruppo Mondiale I e le dodici nazioni vincitrici dei play-off del Gruppo Mondiale II. Gli incontri si sono disputati a settembre 2024. Le dodici vincenti si sono qualificate ai play-off del Gruppo Mondiale I 2025 mentre le perdenti hanno mantenuto la permanenza nel Gruppo Mondiale II.
Parteciperanno 24 nazioni:
- 12 squadre perdenti dei play-off del Gruppo Mondiale I di febbraio 2024.
- 12 squadre vincitrici dei play-off del Gruppo Mondiale I di febbraio 2024.

#### Squadre partecipanti
Tra parentesi la posizione occupata nella classifica a squadre di Coppa Davis il 5 febbraio 2024.
Teste di serie
- Romania (37ª)
- Ecuador (39ª)
- Uzbekistan (42ª)
- Bulgaria (44ª)
- Lettonia (T45ª)
- Messico (T45ª)
- Nuova Zelanda (T45ª)
- Pakistan (T45ª)
- Irlanda (49ª)
- Libano (50ª)
- Marocco (51ª)
- Uruguay (52ª)

Non teste di serie
- Barbados (53ª)
- Sudafrica (54ª)
- El Salvador (55ª)
- Hong Kong (56ª)
- Monaco (57ª)
- Tunisia (58ª)
- Lussemburgo (59ª)
- Georgia (60ª)
- Bolivia (61ª)
- Cina (62ª)
- Togo (65ª)
- Estonia (66ª)

| Squadra di casa   | Punteggio | Squadra ospite | Luogo                   | Stadio                                      | Superficie      |
| ----------------- | --------- | -------------- | ----------------------- | ------------------------------------------- | --------------- |
| Romania [1]       | 3-2       | Cina           | Craiova                 | Polyvalent Hall (Craiova)                   | Cemento (i)     |
| Hong Kong         | 2-3       | Ecuador [2]    | Hong Kong               | Victoria Park Tennis Stadium                | Cemento         |
| Uzbekistan [3]    | 3-1       | Estonia        | Tashkent                | Sakhovat Sport Servis                       | Cemento         |
| Bulgaria [4]      | 3-2       | El Salvador    | Plovdiv                 | Tennis Club Lokomotiv                       | Terra Rossa     |
| Barbados          | 3-1       | Pakistan [5]   | Bridgetown              | National Tennis Centre                      | Cemento         |
| Togo              | 4-0       | Lettonia [6]   | Lomé                    | Stade Omnisport de Lomé                     | Cemento         |
| Georgia           | 3-2       | Messico [7]    | Tbilisi                 | Alex Metreveli Tennis Complex               | Cemento         |
| Nuova Zelanda [8] | 2-3       | Lussemburgo    | Palmerston North        | Arena Manawatu                              | Cemento (i)     |
| Tunisia           | 3-2       | Irlanda [9]    | La Marsa                | Tennis Club de l'Avenir Sportif de la Marsa | Terra rossa     |
| Libano            | 3-1       | Sudafrica [10] | Il Cairo, Egitto        | Palm Hills Sports Club                      | Terra rossa     |
| Marocco [11]      | 0-4       | Monaco         | Marrakech               | Royal Tennis Club de Marrakech              | Terra rossa (i) |
| Bolivia           | 1-3       | Uruguay [12]   | Santa Cruz de la Sierra | Las Palmas Country Club                     | Terra rossa     |

### Play-off
Data: 2-4 febbraio 2024
In questo turno hanno partecipato ventiquattro nazioni. Le dodici vincenti si sono qualificate per il turno principale, le perdenti invece sono state retrocesse nel Gruppo Mondiale III.
Parteciperanno ventiquattro nazioni:
- 12 squadre perdenti del turno principale del Gruppo Mondiale II 2023
- 12 squadre vincitrici del turno principale del Gruppo Mondiale III 2023

Squadre che hanno disputato le qualificazioni
Tra parentesi la posizione occupata nella classifica a squadre di Coppa Davis il 18 settembre 2023.
Teste di serie
- Uruguay (46ª)
- Slovenia (29ª)
- Tunisia (52ª)
- El Salvador (53ª)
- Hong Kong (54ª)
- Barbados (56ª)
- Marocco (57ª)
- Sudafrica (58ª)
- Indonesia (59ª)
- Bolivia (60ª)
- Estonia (61ª)
- Monaco (62ª)

Non teste di serie
- Paraguay (63ª)
- Giamaica (65ª)
- Cina (67ª)
- Thailandia (68ª)
- Vietnam (70ª)
- Zimbabwe (73ª)
- Cipro (74ª)
- Iran (75ª)
- Costa Rica (76ª)
- Comunità del Pacifico (77ª)
- Moldavia (86ª)
- Togo (94ª)

In neretto le squadre classificate, tra parentesi il n° di testa di serie.
| Squadra di casa | Punteggio | Squadra ospite        | Luogo              | Stadio                                                     | Superficie  |
| --------------- | --------- | --------------------- | ------------------ | ---------------------------------------------------------- | ----------- |
| Uruguay [1]     | 3-2       | Moldavia              | Montevideo         | Carrasco Lawn Tennis Club                                  | Terra rossa |
| Cina            | 3-2       | Slovenia [2]          | Canton             | Guangzhou Development District International Tennis School | Cemento     |
| Tunisia [3]     | 3-0       | Costa Rica            | Tunisi             | Cité Nationale Sportive El Menzah                          | Cemento     |
| El Salvador [4] | 4-0       | Comunità del Pacifico | Santa Tecla        | Polideportivo de Ciudad Merliot                            | Cemento     |
| Hong Kong [5]   | 3-1       | Zimbabwe              | Hong Kong          | Victoria Park Tennis Stadium                               | Cemento     |
| Giamaica        | 2-3       | Barbados [6]          | Kingston           | Eric Bell National Tennis Centre                           | Cemento     |
| Cipro           | 1-3       | Marocco [7]           | Nicosia            | National Tennis Centre                                     | Cemento     |
| Vietnam         | 2-3       | Sudafrica [8]         | Từ Sơn             | Hanaka Paris Ocean Park                                    | Cemento     |
| Togo            | 3-2       | Indonesia [9]         | Lomé               | Stade Omnisport de Lomé                                    | Cemento     |
| Bolivia [10]    | 4-0       | Thailandia            | La Paz             | Club de Tenis La Paz                                       | Terra Rossa |
| Iran            | 1-3       | Estonia [11]          | Colombo, Sri Lanka | Sri Lanka Lawn Tennis Association Complex                  | Terra Rossa |
| Paraguay        | 1-3       | Monaco [12]           | Asunción           | Club Internacional de Tenis                                | Terra Rossa |

## Gruppo III
Le tre migliori squadre di ogni zona continentale sono state promosse ai play-off del Gruppo Mondiale II 2025, mentre le due ultime classificate sono retrocesse nel Gruppo IV.

### Zona America
Data: 17-22 giugno 2024 

Luogo: Club Internacional de Tenis, Asunción, Paraguay 

Superficie: Terra rossa

#### Nazioni partecipanti
- Bahamas
- Bermuda
- Costa Rica

- Rep. Dominicana
- Guatemala
- Giamaica

- Paraguay
- Porto Rico
- Venezuela

#### Promozioni/retrocessioni
- Rep. Dominicana,  Paraguay e  Venezuela qualificate per i play-off del Coppa Davis 2025 - Gruppo Mondiale II.
- Bahamas e  Guatemala retrocesse al Gruppo IV Zona America.

### Zona Asia/Oceania
Data: 10-15 giugno 2024 

Luogo: Jordan Tennis Federation, Amman, Giordania 

Superficie: Cemento

#### Nazioni partecipanti
- Indonesia
- Iran
- Giordania
- Malaysia

- Comunità del Pacifico
- Arabia Saudita
- Singapore
- Siria

- Thailandia
- Vietnam

#### Promozioni/retrocessioni
- Arabia Saudita,  Thailandia e  Siria qualificate per i play-off del Coppa Davis 2025 - Gruppo Mondiale II.
- Malaysia e  Comunità del Pacifico sono retrocesse al Gruppo IV Zona Asia/Oceania.

### Zona Europa
Data: 19-22 giugno 2024 

Luogo: Tennis Cluba Bellevue, Dulcigno, Montenegro 

Superficie: Terra rossa

#### Nazioni partecipanti
- Azerbaigian
- Cipro
- Kosovo

- Moldavia
- Montenegro
- Macedonia del Nord

- Slovenia

#### Promozioni/retrocessioni
- Cipro,  Montenegro e  Slovenia qualificate per i play-off del Coppa Davis 2025 - Gruppo Mondiale II.
- Kosovo e  Azerbaigian retrocesse al Gruppo IV Zona Europa.

### Zona Africa
Data: 15-20 luglio 2024 

Luogo: National Tennis Centre, Abuja, Nigeria 

Superficie: Cemento

#### Nazioni partecipanti
- Benin
- Ghana

- Costa d'Avorio
- Namibia

- Nigeria
- Zimbabwe

#### Promozioni/retrocessioni
- Namibia,  Nigeria e  Zimbabwe qualificate per i play-off del Coppa Davis 2025 - Gruppo Mondiale II.
- Ghana e  Costa d'Avorio retrocesse al Gruppo IV Zona Africa.

## Gruppo IV
Le due migliori squadre di ogni zona continentale sono state promosse al Gruppo III 2025, mentre le due ultime classificate sono retrocesse nel Gruppo V.

### Zona America
Data: 22-27 luglio 2024 

Luogo: National Racquet Sport Centre, Tacarigua, Trinidad e Tobago 

Superficie: Cemento

#### Nazioni partecipanti
- Antigua e Barbuda
- Aruba
- Cuba

- Haiti
- Honduras
- Nicaragua

- Saint Lucia
- Trinidad e Tobago
- Isole Vergini Americane

#### Ritiro
- Panama

#### Promozioni/retrocessioni
- Aruba e  Honduras qualificate al Gruppo III Zona America.

### Zona Asia/Oceania
Data: 10-13 luglio 2024 

Luogo: Morodok Techo National Sports Complex, Phnom Penh, Cambogia 

Superficie: Cemento

#### Nazioni partecipanti
- Cambogia
- Iraq
- Kuwait

- Kirghizistan
- Birmania
- Qatar

- Sri Lanka
- Emirati Arabi Uniti

#### Promozioni/retrocessioni
- Cambogia e  Sri Lanka qualificate al Gruppo III Zona Africa.
- Birmania e  Emirati Arabi Uniti retrocesse al Gruppo V Zona Africa.

### Zona Europa
Data: 12-15 giugno 2024 

Luogo: National Sport Park, Tirana, Albania 

Superficie: Cemento

#### Nazioni partecipanti
- Albania
- Andorra
- Armenia

- Islanda
- Liechtenstein
- Malta

- San Marino

#### Nazioni non attive
- Bielorussia (sospesa)

- Russia (sospesa)

#### Promozioni/retrocessioni
- Malta e  Armenia qualificate al Gruppo III Zona Europa 2025.

### Zona Africa
Data: 19-22 giugno 2024 

Luogo: Academia de Ténis Kikuxi Villas Club, Luanda, Angola 

Superficie: Cemento

#### Nazioni partecipanti
- Algeria
- Angola
- Burundi

- Camerun
- RD del Congo
- Kenya

- Ruanda
- Senegal

#### Promozioni/retrocessioni
- Senegal e  Algeria qualificate al Gruppo III Zona Africa.
- Ruanda e  Cambogia retrocesse al Gruppo V Zona Africa.

## Gruppo V
Le due migliori squadre di ogni zona continentale sono state promosse al Gruppo IV 2025.

### Zona Asia/Oceania
Data: 20-23 novembre 2024 

Luogo: Bahrain Polytechnic, Madinat 'Isa, Bahrein 

Superficie: Cemento

#### Nazioni partecipanti
- Bahrein
- Bangladesh
- Bhutan
- Brunei
- Guam

- Laos
- Macao
- Maldive
- Mongolia
- Nepal

- Isole Marianne Settentrionali
- Filippine
- Tagikistan
- Turkmenistan
- Yemen

#### Nazioni non attive
- Oman

### Zona Africa
Data: 17-20 luglio 2024 

Luogo: National Tennis Centre, Gaborone, Botswana 

Superficie: Cemento

#### Nazioni partecipanti
- Botswana
- Rep. del Congo
- Gibuti
- Etiopia
- Gabon

- Lesotho
- Libia
- Madagascar
- Mauritania
- Mauritius

- Mozambico
- Seychelles
- Sudan
- Tanzania
- Uganda

#### Nazioni non attive
- Burkina Faso

- Mali

- Zambia

#### Promozioni/retrocessioni
- Gabon e  Mauritius qualificate al Gruppo IV Zona Africa.